# بندياكة
البندياكة (الاسم العلمي:Pandiaka) هي جنس من النبات تتبع فصيلة القطيفية من رتبة القرنفليات.

## أنواع البندياكة
- بندياكة صوفية
- بندياكة أنيقة
- بندياكة رفيعة الأوراق
- بندياكة محيرة
- بندياكة فلفيتشية
- بندياكة قنابية
- بندياكة متعددة السنيبلات
- بندياكة شفاينفورتية